# Colostygia kollariaria
Colostygia kollariaria är en fjärilsart som beskrevs av Herrich-Schäffer 1848. Colostygia kollariaria ingår i släktet Colostygia och familjen mätare. Inga underarter finns listade i Catalogue of Life.